# Bamra acronyctoides
Bamra acronyctoides är en fjärilsart som beskrevs av Moore 1882. Bamra acronyctoides ingår i släktet Bamra och familjen nattflyn. Inga underarter finns listade i Catalogue of Life.